# Torre (Viana do Castelo)
Torre és una antiga freguesia portuguesa del municipi de Viana do Castelo, amb 4,80 km² d'àrea i 615 habitants (al cens del 2011). La densitat de població n'és de 128,1 hab/km².
Sempre s'ha conegut pel seu patró, és per això que localment s'anomena Sâo Salvador da Torre.
Era ací famós, a l'edat mitjana, el Monestir de Sâo Salvador da Torre sota comanda dels Rochas ("de Meixedo"), de què encara resten importants vestigis romànics junt a l'església. L'extensa propietat arribava a algunes freguesies del voltant, amb el couto de Lanheses.
Va ser eliminada en la reorganització administrativa del 2012/2013, i s'integrà en la Unió de Freguesies de Torre i Vila Mou.

## Població
| Població de la freguesia de Torre | Població de la freguesia de Torre | Població de la freguesia de Torre | Població de la freguesia de Torre | Població de la freguesia de Torre | Població de la freguesia de Torre | Població de la freguesia de Torre | Població de la freguesia de Torre | Població de la freguesia de Torre | Població de la freguesia de Torre | Població de la freguesia de Torre | Població de la freguesia de Torre | Població de la freguesia de Torre | Població de la freguesia de Torre | Població de la freguesia de Torre |
| --------------------------------- | --------------------------------- | --------------------------------- | --------------------------------- | --------------------------------- | --------------------------------- | --------------------------------- | --------------------------------- | --------------------------------- | --------------------------------- | --------------------------------- | --------------------------------- | --------------------------------- | --------------------------------- | --------------------------------- |
| 1864                              | 1878                              | 1890                              | 1900                              | 1911                              | 1920                              | 1930                              | 1940                              | 1950                              | 1960                              | 1970                              | 1981                              | 1991                              | 2001                              | 2011                              |
| 378                               | 428                               | 490                               | 470                               | 481                               | 507                               | 446                               | 524                               | 623                               | 582                               | 599                               | 639                               | 607                               | 660                               | 615                               |